# Miguel de la Mora
Miguel de la  Mora (Tecalitlán, 19 de junio de 1874 - 7 de agosto de 1927) fue un presbítero mexicano de la Iglesia católica. La Iglesia católica conmemora su festividad el 7 de agosto. 
Durante su infancia supo de las faenas agrícolas y ganaderas y llegó a ser buena persona 
Ingresó al seminario Conciliar de Colima, cuando era un adolescente donde cursó los estudios eclesiásticos hasta su ordenación presbiteral, en 1906.
Cuando se decretó la suspensión culto público, dejó Colima para refugiarse en su lugar origen. 
En la madrugada del 7 de agosto de 1927, con ropas de paisano, acompañado por su hermano Regino y el presbítero Crispiniano Sandoval, salió rumbo al campo en donde fueron aprehendidos, atados y enviados a pie a la jefa de Colima. Enterado del asunto el general Flores disputo y saca un arma, inmediatamente la ejecución de los hermanos en la caballeriza del cuartel, sobre el estiércol de los caballos, mientras recitaba el rosario.
El padre Miguel, caminó en silencio hasta donde le indicaron y como proclamación de su fe y de su amor a María Santísima sacó su rosario, empezó a rezarlo, y con él en la mano, cayó abatido por las balas. Eran las doce del 7 de agosto de 1927.